# Guy Zilberstein
Pour les articles homonymes, voir Zilberstein.
Guy Zilberstein est un auteur dramatique et scénariste français né à Ajaccio (Corse) le 30 novembre 1963.

## Biographie

### Origines
Guy Zilberstein a passé les quatorze premières années de sa vie à Maubeuge, où son père était médecin. Il passe un baccalauréat scientifique au lycée Carnot, à Paris.

### Parcours
Après un rapide passage par la faculté de Médecine de Paris, il entame des études de droit et de sciences politiques, rédige un mémoire sur la loi Veil de 1975, participe à un ouvrage collectif de François Joyaux(son professeur aux langues orientales) sur les conflits de frontière sino-soviétiques le long des fleuves Amour et Oussouri. Il suit, parallèlement, les cours d'art dramatique de Laurence Constand au Cours Simon, puis ceux de Sacha Pitoëff, et devient auditeur au Conservatoire.
Sa première pièce, Éclairage indirect, est jouée au théâtre de l'Œuvre, à Paris.

Tandis qu'il continue à écrire pour le théâtre (Davenport Swing, Allers-simple, Les naufragés), il commence une carrière de journaliste qui le mène en Amérique centrale (Nicaragua, Salvador, Honduras) et en Asie (Chine, Thaïlande). Rentré en France, il prend la direction de la revue gastronomique « Cuisines et vins de France », dont il sera l'éditeur.
Après plusieurs années, dans le monde de la presse et de la communication, il devient un consultant de nombreux hommes politiques, dont il sera également « la plume ».
Il est l'auteur d'une dizaine de pièces de théâtre dont trois sont créées à la Comédie-Française), toutes mises en scène par sa compagne Anne Kessler, sociétaire de cette institution. 
Il est aussi scénariste de quelques films de longs-métrages.
Il a publié en 1998 « La première louche de caviar », un pamphlet contre Philippe Delerm et les minimalistes, qualifiés par lui « d'auteurs ayant inventé le livre pour ceux qui ne lisent pas ».
On lui doit également une biographie de Jamel Debbouze, un livre de conversations avec François Berléand et un ouvrage coécrit avec Pierre Delval : « Contrefaçon : la marque du crime organisé ».
Guy Zilberstein vit avec la comédienne Anne Kessler

## Cinéma

### Scénarios de longs-métrages
- 1992 - Blanc d'ébène de Cheik Doukouré
- 1997 - Bouge ! de Jérôme Cornuau
- 1997 - Post coïtum animal triste de Brigitte Rouan
- 2004 - Taxi jaune de Wasiz Diop
- 2004 - Les Mystères de Paris de Vincent de Brus
- 2004 - Qui perd gagne ! de Laurent Benegui
- 2004 - Pour le plaisir de Dominique Derrudere
- 2005 - Ne quittez pas de Arthur Joffé
- 2006 - Van Gogh au Pays du soleil levant pour  Orly Films
- 2008 - Un soir au club de Jean Achache
- 2009 - Assez ! de Guy Zilberstein
- 2011 - Tu seras mon fils de Gilles Legrand
- 2013 - Tu honoreras ta mère et ta mère de Brigitte Roüan
- 2016 - Une comédie française, de Guy Zilberstein et Frederic BAL

## Théâtre

### Auteur - dramatique
- 1978 - « Éclairage indirect » Mise en scène Roger Lumont. Théâtre de l'Œuvre
- 1984 - « La musique d'Excilar » Mise en scène de Jean-Yves Chatelet. Théâtre national de Chaillot.
- 1985 - « Davenport Swing » Mise en scène de l'auteur. Théâtre Essaïon.
- 2006 - « Grief(s) » Mise en scène d'Anne Kessler. Studio Théâtre de la Comédie Française
- 2007 - « Le jubilé jubilant » Mise en scène de l'auteur. Comédie-Française Salle Richelieu
- 2010 - « Les naufragés » Mise en scène d'Anne Kessler. Comédie-Française Théâtre du Vieux-Colombier
- 2012 - « Thomas Voltelli » Mise en scène d'Anne Kessler. Comédie-Française Théâtre du Vieux-Colombier
- 2012 - « Coupes sombres » Mise en scène d'Anne Kessler. Comédie-Française Théâtre du Vieux-Colombier

### Metteur en scène
- 2007 - « Le jubilé jubilant. » Comédie-Française, Salle Richelieu.

## Littérature

### Nouvelles
- 1998 - « La première louche de caviar »  coécrit avec Emmanuel Tronquart. Éditions Ramsay

### Essais
- 1996 - « Les chaînes de télévision éducatives dans le monde » Éditions de la Documentation française.
- 2008 - « La contrefaçon, un crime organisé » avec Pierre Delval Éditions Jean-Claude Gawzevitch.

### Biographies
- 2006 - « Djamel, Dis-moi pas que c'est pas vrai ! » Éditions Jean-Claude Gawzevitch.
- 2007 - « François Berléand. Petites conversations entre amis » Éditions Balland.